# Gabriele Luigi Pecile
Gabriele Luigi Pecile (Fagagna, 11 novembre 1826 – Fagagna, 27 novembre 1902) è stato un agronomo e politico italiano.

## Biografia
Fu deputato per 3 legislature tra il 1866 ed il 1874. Nel 1880 fu nominato senatore del Regno d'Italia. Fu sindaco di Udine tra il 1878 ed il 1883 e per un breve periodo tra l'agosto e il dicembre 1899.
Sindaco di Fagagna (1889-1894).
Consigliere comunale di Udine (1858-1902).
Consigliere e assessore comunale di Fagagna.
Proprietario delle tenute di Fagagna e di San Giorgio della Richinvelda (quest'ultima acquistata nel 1851).
Membro dell'Associazione agraria friulana (1855).
Ispettore scolastico di Udine (1866).
Fondatore dell'Istituto tecnico di Udine (Collegio Uccellis).
Cofondatore della Società per i giardini d'infanzia (1876).
Cofondatore del cotonificio di Udine (1882).
Cofondatore della Banca di Udine.
Presidente del Comizio agrario di Udine.
Membro del Consiglio d'amministrazione della Stazione sperimentale agraria di Udine (1870).
Socio onorario nazionale della Deputazione di storia patria per le Venezie (7 novembre 1880).
Cavaliere del lavoro (10 luglio 1902).
Il nome originario del senatore era "Luigi Mario". Per gratitudine verso lo zio che si era preso cura di lui dopo la morte del padre, il senatore si fece chiamare "Gabriele Luigi".
Con il lascito del legato Pecile negli anni Ottanta dell'Ottocento furono realizzate a Fagagna alcune iniziative di carattere associazionistico e cooperativistico come la prima latteria del suo paese di origine.
Nel 1885 a Fagagna,fondò la prima cooperativa sociale casearia,le latterie si dimostrarono attività economica fondamentale per il paese,ad oggi vi sono 3 latterie attive nel paese e continuano a produrre un formaggio di alta qualità molto apprezzato.
Viene ricordato anche per essere stato tra i primi a pubblicare un regolamento del gioco del calcio in Italia, prima ancora che si creassero tornei ufficiali e che nascesse la federazione competente: nel 1895 uscirono infatti le pubblicazioni di Francesco Gabrielli, ritenuto il primo, nonché il suo.
Sposato con Caterina Rubini di Gemona, ebbe tre figli, Ida, floricoltrice, Domenico, anch'egli agronomo e sindaco di Udine, e Attilio, botanico ed esploratore.